# Mombasa (Tanzania)
Mombasa è una circoscrizione urbana (urban ward) della Tanzania situata nel distretto di Magharibi, regione di Zanzibar Urbana-Ovest. Conta una popolazione di 14 492 abitanti (censimento 2012).